# 科洛美
科洛美是玻利維亞的城鎮，位於該國中部，由科恰班巴省負責管轄，距離首府科恰班巴53公里，海拔高度3,300米，每年平均降雨量約550毫米，2012年人口4,160。

## 外部連結
- Map of Chapare Province